# Erin Phenix
Erin Ashley Phenix  (Cincinnati, 1 maart 1981) is een Amerikaans zwemster.

## Biografie
Phenix won tijdens de Olympische Zomerspelen van 2000 de gouden medaille op de 4×100 meter vrije slag, Phenix zwom alleen in de series. Een jaar later won op ze op de wereldkampioenschappen zilver op de 4×100 meter vrije slag en wisselslag.

## Internationale toernooien
| Jaar | OS                                              | WK langebaan                          |
| ---- | ----------------------------------------------- | ------------------------------------- |
| 2000 | 4x100m vrije slag · Phenix zwom enkel de series |                                       |
| 2001 |                                                 | 4x100m vrije slag · 4x100m wisselslag |